# Oggetti non stellari nella costellazione della Lepre
Principali oggetti non stellari presenti nella costellazione della Lepre.

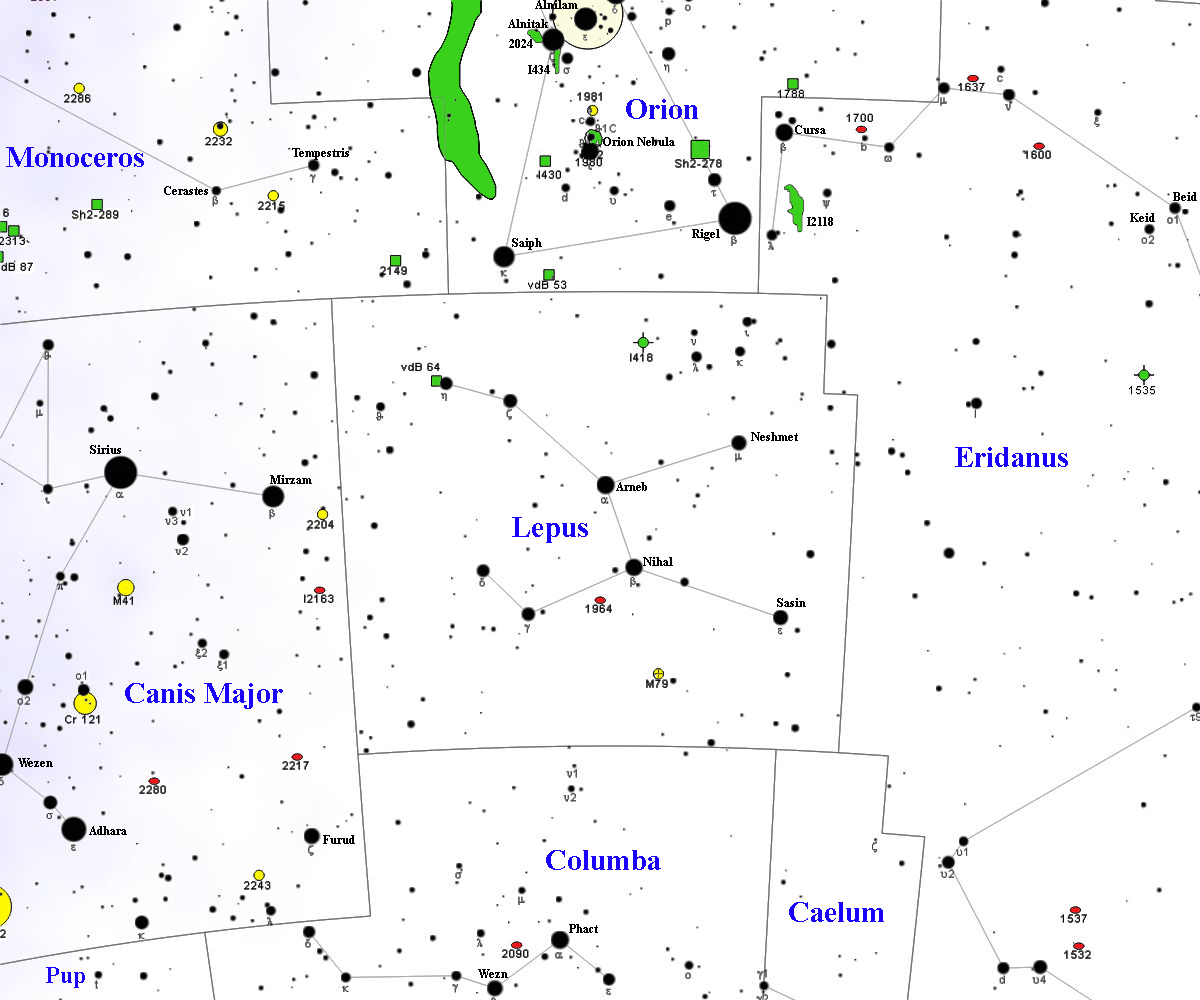
Mappa della costellazione della Lepre.

## Ammassi globulari
- M79

## Nebulose planetarie
- IC 418

## Nebulose diffuse
- vdB 64

## Galassie
- NGC 1710
- NGC 1716
- NGC 1730
- NGC 1738
- NGC 1739
- NGC 1744
- NGC 1780
- NGC 1781
- NGC 1784
- NGC 1821
- NGC 1832
- NGC 1886
- NGC 1888
- NGC 1889
- NGC 1906
- NGC 1954
- NGC 1957
- NGC 1964
- NGC 1979
- NGC 1993
- NGC 2073
- NGC 2076
- NGC 2089
- NGC 2106
- NGC 2124
- NGC 2131
- NGC 2139
- NGC 2179
- NGC 2196

## Ammassi di galassie
- Superammasso della Lepre
- Abell 533

## Gruppi di galassie
- Gruppo di NGC 1832